# Ceba marina
La ceba marina (Drimia maritima) és una planta bulbosa de la família de les asparagàcies. Ha estat classificada taxonòmicament durant molt temps dins el gènere Urginea Steinh., 1834, que avui en dia no és acceptat i és reemplaçat per Drimia Jacq. ex Willd., 1799, on s'agrupen una altra vintena de gèneres.

## Morfologia
És una herba perenne amb un bulb de 3,5-18 cm de diàmetre, sovint una mica sobresortint del sòl, ovoide o subglobós, amb túniques externes marrons, marró-vermelloses, marró-grisàcies o marró-negroses, a vegades blanquinoses.
La tija, robusta i erecta, té 45-150 cm d'alt i 3-15 mm de diàmetre cap a la base. Les fulles, de 20-60 per 2-10 cm, apareixen a la tardor després de la floració i s'assequen en arribar l'estiu; són erectes o erecto-patents, lanceolades, o oblongo-lanceolades, agudes i més o menys acanalades a l'àpex, amb secció molt estretament el·líptica o gairebé linear, planes, amb marge també pla i llis.
El raïm té uns 20-90 cm, amb més de 40 flors i és més o menys dens; les bràctees, de 4-8 mm, són de linear-lanceolades a estretament triangulars, sovint amb un esperó a la base o al terci inferior, blanquinoses, marró-vermelloses o verdoses. Pedicels de (8)12-27 mm i bractèoles de 0,5-3 mm, linears, a vegades sense elles. Els tèpals de les flors mesuren 7-13 mm i són estretament ovals o oblongs, amb l'àpex inflat i papilós; són blancs o blanquinosos amb nervi mitjà porpra o verd, erecto-patents o gairebé patents, poc o pràcticament no recorbats i, un cop marcits, s'aproximen entre si formant un àpex agut. Els filaments dels estams tenen 4-5,5 mm i són estretament triangulars, una mica eixamplats progressivament cap a la base, blancs o blanquinosos; les anteres mesuren 1,2-4 mm i tenen un color verd o verd marronós. L'estil del gineceu mesura 1,5-5 mm, no sobresurt del periant marcit i cau tardanament i amb la base persistent.
Els fruits són càpsules el·líptiques, trígones, obtuses o subagudes de 7-16 per 5-12 mm, amb àpex net mil·limètric, i en general amb 5-10 llavors per lòcul. Aquestes llavors mesuren 4-8 per 3-4,5 mm i són amplament ovals o de contorn irregular amb algun extrem agut i escotades. Floreix des d'agost fins a octubre.

## Distribució i hàbitat
Regió mediterrània i voltants, des de Canàries i les costes atlàntiques de Portugal i Marroc fins al sud de l'Iran. Nativa probablement només al Marroc, França, Portugal i Itàlia.
A la península Ibèrica, present a tota la meitat meridional, les costes mediterrànies i atlàntiques, les Illes Canàries i les Balears.
Creix a pastures, clars de bosc, matollars, erms, deveses, arenals marítims, zones pedregoses, i és indiferent a la naturalesa química del substrat.

## Farmacologia
Els principis actius principals són els heteroids cardiotònics del tipus bufadienòlids (4%), dels quals destaquen el glucoescilaré A i l'escilaré A. Ambdós tenen una genina anomenada escilarigenina.
La ceba marina és una planta altament verinosa, de manera que els ingredients actius han de ser dosificats amb precisió pel seu ús medicinal.
Tota la planta és tòxica, però sobretot el bulb.
L'absorció per via oral de quantitats entre 0,1 i 1,5 g pot provocar la mort. Els possibles símptomes d'intoxicació inclouen: disfunció cardíaca, disúria, hematúria i alteracions del tracte digestiu. La mort pot ser el resultat d'una paràlisi del cor i la consegüent parada circulatòria.
Les partícules inhalades causen esternuts.
L'aplicació del suc a la pell pot provocar ampolles i dermatitis.
Ha estat usada com a planta medicinal des de temps immemorials i el seu ús pel tractament d'edemes està esmentada en un papir del segle xvi aC del Regne Mitjà d'Egipte. Els compostes bufadienòlids aïllats de D. maritima s'utilitzen per a la producció de substàncies pel tractament d'afeccions cardíaques.
Ha estat usada com a tònic cardíac semblant a la digital; diurètic i conta edemes i nefritis; rodenticida i insecticida.